# Jablonec nad Nisou
Jablonec nad Nisou (češ. Jablonec nad Nisou, njem. Gablonz an der Neisse) je grad u Češkoj Republici. Nalazi se u upravnoj jedinici Liberečki kraj, u okviru kojeg je sjedište zasebnog okruga Jablonec nad Nisou. Grad danas ima oko 46.000 stanovnika. Jablonec nad Nisou posebno je poznat po proizvodnji ukrasnog i nakitnog stakla.

## Povijest
Područje grada naseljeno je još od prapovijesti. Današnjim nazivom prvi puta se spominje 1356. godine u latinskom dokumentu (in nouo Jablonecz). U 16. stoljeću grad dobiva gradska prava. Od 1919. godine Jablonec nad Nisou je dio Čehoslovačke. Godine 1938. godine, kao naselje s većinskim njemačkim stanovništvom, grad se pripojio Trećem Reichu u sklopu Sudetskih oblasti.
U Jablonecu nad Nisou je također došlo do izrazitog razvoja arhitekture. Uglavnom se radi o secesiji koje je jako uticala na grad. Mnogo građevina ima izgled novog historicizma. Poslije Drugog svjetskog rata Nijemci su se prisilno iselili iz grada u Njemačku. Za vrijeme komunizma grad je naglo industrijaliziran. Nakon osamostaljenja Češke došlo je do opadanja aktivnosti teške industrije i do problema s prestrukturiranjem privrede.

## Sestrinski gradovi
- Jelenia Góra, Poljska
- Zwickau, Njemačka

## Poznate osobe
- Peter Herman Adler (1899. – 1990.), dirigent
- Adolf Benda (1845. – 1878.), povjesničar
- Gustav Leutelt (1860. – 1947.), pjesnik
- Jakub Čutta (r. 1981.), češki hokejaš
- Barbora Špotáková (r. 1981.), češka bacačica koplja
- Daniel Špaček (r. 1986.), češki hokejaš